# Jeget Ayu
Jeget Ayu is een bestuurslaag in het regentschap Aceh Tengah van de provincie Atjeh, Indonesië. Jeget Ayu telt 1734 inwoners (volkstelling 2010).